# (801) Helwerthia
(801) Helwerthia ist ein Asteroid des Hauptgürtels, der am 20. März 1915 vom deutschen Astronomen Max Wolf in Heidelberg entdeckt wurde. Der Asteroid ist nach Elise Helwerth Wolf, der Mutter des Entdeckers, benannt.
Der Durchmesser von (801) Helwerthia beträgt 33 Kilometer. Sie weist eine Rotationsperiode von 23 h 56 m 17 s auf, somit ist ein Tag auf Helwerthia fast exakt gleich lang wie auf unserer Erde (24 h). Für einen Umlauf um die Sonne benötigt dieser Asteroid 4,2 Jahre oder mehr als 1500 Tage.